# 1798 aux échecs
| Années des échecs : 1795 - 1796 - 1797 - 1798 - 1799 - 1800 - 1801    |
| Décennies des échecs : 1760 - 1770 - 1780 - 1790 - 1800 - 1810 - 1820 |

Cet article présente les faits marquants de l'année 1798 aux échecs.

## Naissances
- 4 février : John Cochrane[1]
- 22 mai : Alexander McDonnell, champion du club d'échecs de Westminster, et challenger de La Bourdonnais pour le titre de meilleur joueur du monde.